# Iglesia de Santa María (Hokitika)
La Iglesia de Santa María (en inglés: St Mary's Church) es el nombre que recibe un edificio religioso que pertenece a la Iglesia católica y se localiza en Hokitika y está registrado por la Fundación de Lugares Históricos de Nueva Zelanda como una estructura de Categoría I, con número de registro 1705. Fue diseñada y construida por los hermanos Luttrell. Después de una evaluación estructural realizada tras el terremoto de Christchurch de febrero de 2011, la iglesia fue cerrada al público en junio de 2012.
La iglesia está bajo la responsabilidad de la diócesis católica de Christchurch (Dioecesis Christopolitana o bien Roman Catholic Diocese of Christchurch).